# Casados con hijos (serie de televisión mexicana)
Casados con hijos es una serie de televisión de comedia mexicana basada en la serie de televisión estadounidense de 1987 Married... with Children. La serie está protagonizada por Adrián Uribe y Sandra Echeverría. Se estrenó en Sony Channel el 8 de mayo de 2024. En septiembre de 2024, la serie se renovó para una segunda temporada.

## Elenco
- Adrián Uribe como Alfonso "Poncho" Olivares
- Sandra Echeverría como Angie Lo
- Luis Arrieta como Esteban "Steve" de la Madrid
- Tamara Niño de Rivera como María de Lourdes "Marilú"
- Val Dorantes como Alexa Olivares
- Maximiliano Najar como Jonathan "Piquilín" Olivares

## Producción
El 24 de mayo de 2023, se anunció que Adrián Uribe protagonizará la adaptación mexicana de la comedia estadounidense Married... with Children. El rodaje comenzó el 9 de octubre de 2023 y ya se anunció el resto del reparto principal. El 12 de septiembre de 2024 se anunció que había comenzado el rodaje de la segunda temporada.

## Lanzamiento
La serie se estrenó en Sony Channel el 8 de mayo de 2024. En Estados Unidos, Vix adquirió los derechos exclusivos de transmisión internacional de la serie, haciendo que la primera mitad de la primera temporada esté disponible el 6 de septiembre de 2024.

## Premios y nominaciones
| Año  | Premio        | Categoría                                     | Nominado          | Resultado | Ref   |
| ---- | ------------- | --------------------------------------------- | ----------------- | --------- | ----- |
| 2024 | Premios Produ | Mejor comedia de situación                    | Casados con hijos | Nominado  | [ 6 ] |
| 2024 | Premios Produ | Mejor actriz principal - Comedia de situación | Sandra Echeverría | Nominada  | [ 6 ] |
| 2024 | Premios Produ | Mejor actor principal - Comedia de situación  | Adrián Uribe      | Nominado  | [ 6 ] |